# Desognaphosa goonaneman
Desognaphosa goonaneman là một loài nhện trong họ Trochanteriidae. Loài này phân bố ở Queensland.